# Astragalus globiflorus
Astragalus globiflorus es una especie de planta del género Astragalus, de la familia de las leguminosas, orden Fabales.

## Distribución
Astragalus globiflorus se distribuye por Irak e Irán.

## Taxonomía
Fue descrita científicamente por Boiss. Fue publicada en Diagn. Pl. Orient. 9: 81 (1849).